# Estación de Villanueva de la Barca
Villanueva de la Barca (en catalán: Vilanova de la Barca) es un apeadero ferroviario de la Línea Lérida-La Puebla de Segur de los Ferrocarriles de la Generalidad de Cataluña. Está situada al sureste del municipio de Vilanova de la Barca, en Cataluña (España). Dispone de servicios de Cercanías, atendidos por FGC.

## Situación ferroviaria
Se sitúa en el punto kilométrico 10,900 de la línea de ancho ibérico Lérida-Puebla de Segur, entre las estaciones de Alcoletge y Térmens, a 198 metros de altitud. El tramo es de vía única y está sin electrificar.

## Historia
La antigua estación fue inaugurada el 3 de febrero de 1924 con la apertura del tramo Lérida-Balaguer de la línea Lérida-Puebla de Segur, de 15,916 km de longitud contando desde Pla de la Vilanoveta. 
Las obras corrieron a cargo de la Compañía de los Caminos de Hierro del Norte, que buscaba enlazar la capital ilerdense con la localidad francesa de Sant Girons. Esta línea, a su vez, formaba parte de la gran línea transversal que debía prolongarse de Baeza a Sant Girons, como parte del Plan Guadalhorce, desarrollado durante la dictadura de Primo de Rivera, en 1926. Dicho plan preveía que la estación iba a formar parte de  la línea de FC de Baeza a Saint Girons por Utiel, Teruel y Alcañiz.
En 1941, con la nacionalización de la red viaria, la línea pasó a ser gestionada por RENFE.  
No obstante, tras diversos retrasos y el parón producido por la Guerra Civil, el proyecto quedó inconcluso y solo se pudo completar la actual línea entre Lérida y Puebla de Segur en 1951, de tal suerte que la estación de Balaguer fue terminal de la misma entre 1924 y 1949, año en que se pudo prolongar la línea hasta Cellers-Llimiana.
Las obras fueron abandonadas en 1964 cuando se había completado el 78% de la infraestructura de la gran línea que arrancaría de Linares-Baeza. Un informe del Banco Mundial en 1962 desaconsejó la reanudación de las obras y el proyecto fue definitivamente descartado.
El cierre de la línea estaba previsto para el 1 de enero de 1985, pero no llegó a tener lugar gracias a un acuerdo con la administración autonómica de Cataluña.
El 1 de enero de 2005 la Generalidad de Cataluña obtuvo la propiedad de la línea y su explotación mediante su operadora ferroviaria FGC. Renfe Operadora aún permaneció explotando la línea de forma compartida hasta 2016, en que lo hizo solamente FGC.

## La estación[2]
Se sitúa al este del centro urbano. Originalmente se situaba en una posición más alejada del núcleo, a 1 km al noreste. Tenía tres vías, la general, una derivada a la derecha y una vía muerta conectada por el sentido de Lérida para mercancías. Había un andén a la izquierda de las vías con el edificio de viajeros de dos plantas con un muelle cubierto de mercancías. En plena Guerra Civil, en diciembre de 1936, se construyó un andén efímero en el centro de la población, donde décadas más tarde se ubicará el apeadero actual. Los edificios de la antigua estación se derribaron en 2000. 
La estación actual es un apeadero puesto en servicio en mayo de 1968 que consta de una sola vía y un andén a su izquierda, sentido La Puebla de Segur. Completan las instalaciones un refugio en el andén hecho de obra, un banco para aguardar la llegada del tren y un punto de información unificado dotado de un interfono en contacto con el centro de control de la línea. Existe un paso a nivel anexo al andén de la estación.

## Servicios ferroviarios
Los trenes que opera Ferrocarriles de la Generalidad de Cataluña enlazan la estación principalmente con Lérida, Balaguer, Tremp y Puebla de Segur. Todos los trenes regulares de viajeros paran en la estación.
Las unidades habituales son las de la Serie 331 de FGC, fabricadas por Stadler en Zúrich, que fueron probadas en las instalaciones de Plá de Vilanoveta. Entraron en servicio el 17 de febrero de 2016, mediante la unidad 333.01 en su primer servicio entre Lérida y Puebla de Segur, sustituyendo a los antiguos TRD de la serie 592 de Renfe.
| origen/destino  | anterior/siguiente | Línea              | siguiente/anterior | destino/origen |
| --------------- | ------------------ | ------------------ | ------------------ | -------------- |
| Lérida Pirineos | Alcoletge          |                    | Térmens            | Balaguer       |
| Lérida Pirineos | Alcoletge          | La Puebla de Segur | Térmens            |                |